# アントゥン・ショリャン
アントゥン・ショリャン (セルビア語・クロアチア語：Antun Šoljan, 1932年12月1日 - 1993年7月9日）は、クロアチア・ユーゴスラビアの作家・詩人・脚本家・小説家・文芸評論家・エッセイスト・翻訳家。クロアチア近代文学における重要な作家の一人。

## 生涯
家族はフヴァル島出身だが、ショリャン自身は1932年にセルビアのベオグラードに生まれ、幼少期を過ごした。パンチェヴォとスラヴォンスキ・ブロドで小学校、ザグレブで高校に通い、ザグレブ大学文学部に入学し英語学とドイツ語学を勉強した。文芸批評家からユートピアと実存主義作家と見なされ、ショリャンの作品は、イロニー（皮肉）、現実逃避、社会的と道義的問題などをテーマとした。J・D・サリンジャーの『ライ麦畑でつかまえて』をかたどった「ジーンズ散文」（クロアチア語：Proza u trapericama）というジャンルの最も重要な代表的な作家の一人でもある。
文芸作品の他、1950・1960年代の有名な文芸雑誌 Međutim, Književnik, Krugovi を編集した。Krugoviという雑誌の周りに集まったKrugovašiと呼ばれたクロアチアの文学の団体に所属していた。
1993年、ザグレブにて死去。

## 作品リスト
小説
- Izdajice (1961)
- Kratki Izlet (1965)
- Luka (1974)
- Drugi ljudi na mjesecu (1978)

エッセイ
- Trogodišnja kronika poezije hrvatske i srpske 1960.-1962. (1965)
- Zanovijetanje iz zamke (Deset godina podlistaka) (1972)
- Sloboda čitanja (1991)
- Prošlo nesvršeno vrijeme (1992)

物語の本
- Specijalni izaslanici (1957)
- Deset kratkih priča za moju generaciju (1966)
- Obiteljska večera i druge priče (1975)
- Hrvatski Joyce i druge priče (1989)

脚本
- Lice (1965)
- Devet drama (1970)
- Mjesto uz prijestol (1991)

子供の本
- Ovo i druga mora (1975)

歌集
- Na rubu svijeta　(1956)
- Izvan fokusa (1957)
- Gratlic za čas kratiti (1965)
- Gazela i druge pjesme  (1970)
- Izabrane pjesme 1950-1975 (1976)
- Čitanje Ovidijevih Metamorfoza (1976)
- Bacač kamena (1985)
- Prigovori (1993)